# Крутов, Василий Васильевич
Василий Васильевич Крутов (род. 16 мая 1949, село Фрунзе Генического района Херсонской области) — украинский военный, первый командир украинской «Альфы» (1994), генерал-лейтенант (1998), доктор юридических наук (1998), профессор (2001).
Первый заместитель Председателя Службы безопасности Украины (СБУ) — руководитель Антитеррористического центра при СБУ (14 апреля — 7 июля 2014 года).

## Образование
1976 г. — с отличием окончил Запорожский государственный педагогический институт
1996 г. — с отличием закончил Национальную академию Службы безопасности Украины

## Карьера
С 1977 по 1990 г. занимал различные должности в Управлении КГБ СССР по Запорожской области и Центральном аппарате КГБ СССР.
В 1990 г. становится заместителем руководителя подразделения спецназа КГБ СССР (группы «Альфа») с дислокацией в Киеве.
С 1992 г. — советник Председателя Службы безопасности Украины по вопросам борьбы с терроризмом, а с 1993 по 1994 г. — руководитель Аппарата Председателя Службы безопасности Украины.
В 1994 г. возглавил Управление по борьбе с терроризмом и защиты участников уголовного судопроизводства и работников правоохранительных органов Службы безопасности Украины (подразделение «Альфа»).
В 1998 г. назначен заместителем Председателя Службы безопасности Украины. С 2000 по 2002 г. — официальный представитель Службы безопасности Украины в Российской Федерации, Уполномоченный представитель Украины в Антитеррористическом Центре СНГ.
В 2005 г. становится заместителем, а затем первым заместителем Председателя Службы безопасности Украины А. В. Турчинова. В октябре 2005 г. назначен первым заместителем Секретаря Совета национальной безопасности и обороны Украины, руководитель Рабочей группы по разработке первой в стране Стратегии национальной безопасности Украины.
С августа 2006 по апрель 2014 г. работал в Украинском союзе промышленников и предпринимателей в должности вице-президента по вопросам корпоративной безопасности.
14 апреля 2014 года, во время резкого обострения ситуации на юго-востоке Украины, назначен руководителем Антитеррористического центра при Службе безопасности Украины (СБУ) и первым заместителем главы СБУ. Назначение подписано исполняющим обязанности президента Украины Александром Турчиновым. Перед проведением антитеррористической операции записал обращение к народам и руководству России и Украины о недопущении развязывания полномасштабного вооруженного конфликта между странами.
7 июля 2014 года Президент Петр Порошенко уволил Василия Крутова с должности первого заместителя председателя Службы безопасности Украины, а также отстранил его от исполнения обязанностей руководителя Антитеррористического центра.

## Награды и знаки отличия
- Орден «За мужество» III ст. (28 мая 1998 года) — за мужество и отвагу, проявленные в защите безопасности Украины[1]
- В 1996 году был награждён Почётным отличием Службы безопасности Украины, в 2005 году — Грамотой Верховной Рады Украины «Отличник образования Украины», и личным оружием в 1998, 2000 и 2001 годах.